# Giacomo Capuzzi

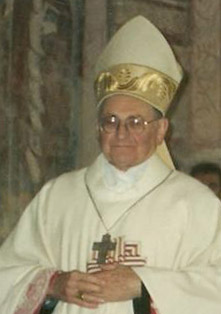
Bischof Giacomo Capuzzi (2002)

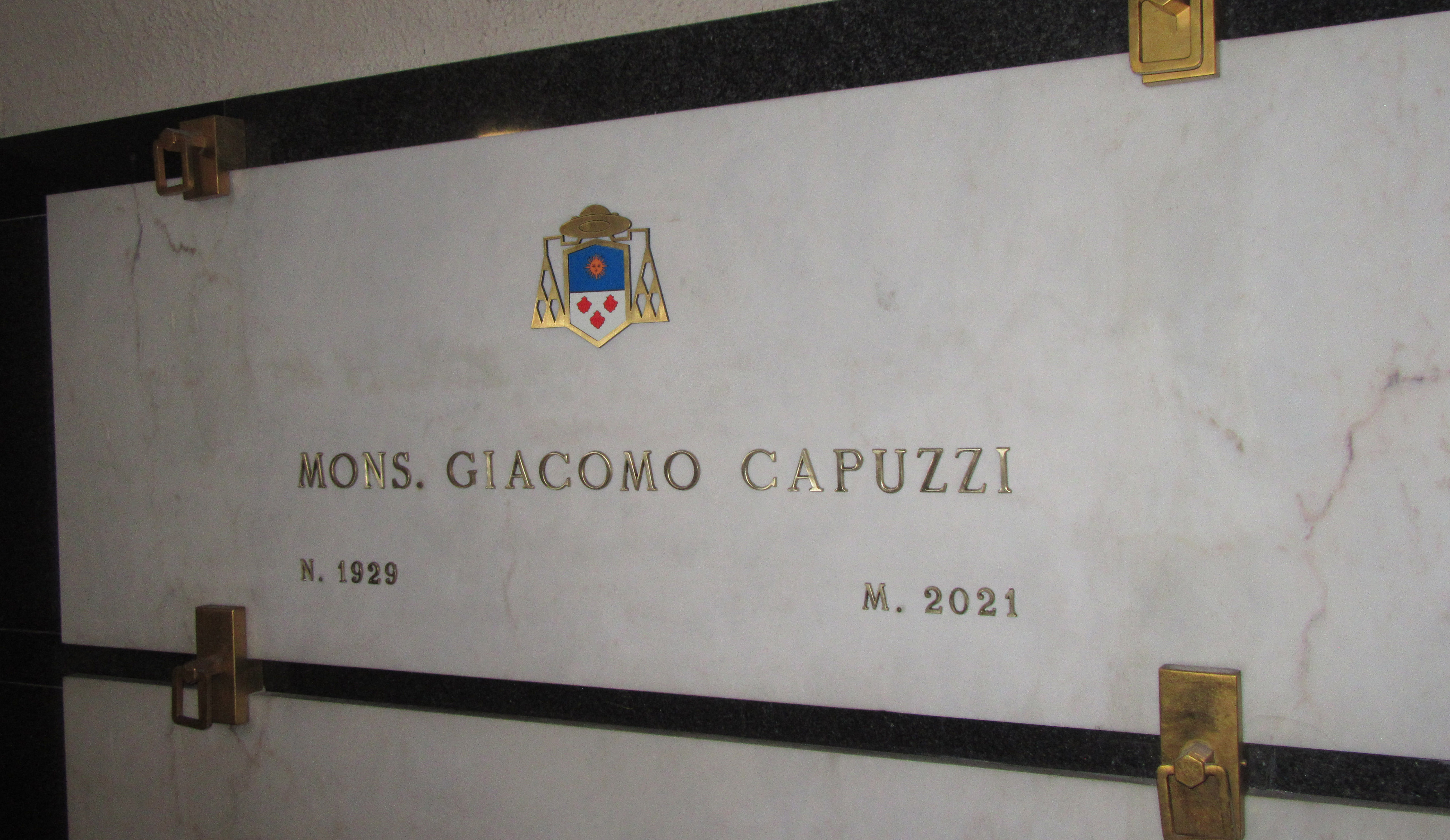
Bischof Capuzzi Grab, in der Dom von Lodi.

Giacomo Capuzzi (* 14. August 1929 in Manerbio; † 26. Dezember 2021 in Brescia) war ein italienischer Geistlicher und römisch-katholischer Bischof von Lodi.

## Leben
Giacomo Capuzzi empfing am 29. Juni 1952  in Manerbio die Priesterweihe. Er studierte am diözesanen Priesterseminar in Brescia und an der Gregoriana in Rom. Im Jahr 1974 wurde er zum Pfarrer von Leno ernannt, wo er bis 1989 blieb, als er zum Bischof von Lodi ernannt wurde. Zudem unterrichtete er auch im Priesterseminar.
Papst Johannes Paul II. ernannte ihn am 7. März 1989 zum Bischof von Lodi. Der Erzbischof von Modena-Nonantola Bruno Foresti spendete ihm am 30. April desselben Jahres in der Kathedrale von Brescia  die Bischofsweihe; Mitkonsekratoren waren Paolo Magnani, Bischof von Treviso, und Vigilio Mario Olmi, Weihbischof in  Brescia.
Am 14. November 2005 nahm Papst Benedikt XVI. seinen altersbedingten Rücktritt an. Capuzzi lebte zuletzt in Brescia. Er starb am 26. Dezember 2021 im Alter von 92 Jahren.